# ATRAC Audio Device
ATRAC Audio Deviceは、音楽コンテンツを記録・再生するオーディオフォーマット規格である。ソニーの主導によって普及が進められている。略称はATRAC AD。

## 概要
ATRACファイルの記録・再生フォーマットの規格としては、メモリースティックオーディオファイルフォーマットがあったが、これは記録媒体をメモリースティックに限定していた。それに対し、ATRAC ADは記録メディアを限定せず、HDDや内蔵型フラッシュメモリー、SDメモリーカードなどあらゆる記録媒体で利用することができる。そのため、メモリースティックではMagicGateを利用して機器認証をしていたのに対し、ATRAC ADではMagicGateは使わず、端末に与えられた固有の情報によって機器認証をしている。
ATRAC ADの発表は2004年6月だが、同年5月発売のVAIO Pocketから採用されている。現在では同社のウォークマンのほか、SDメモリーカードを利用した携帯電話でも採用例がある。
音楽ファイルのコーデックは当初こそATRACのみだったが、ウォークマンの対応コーデック拡大に伴って、現在ではMP3やWMA、AAC、LPCMにも対応している（利用するには機器側の対応が必要）。

## 対応製品

### 主な対応ソフトウェア
- SonicStage
- CONNECT Player[5][6]
- BeatJam
- X-アプリ
- Sound it!

### 主な対応機器
- AV機器
  - ウォークマン（ネットワークウォークマン）(NWD、NWZシリーズを除く)
  - VAIO Pocket
  - アイワ XDMシリーズ
- PDA端末
  - ソニー mylo
- カーナビゲーションシステム
  - HDDカーナビゲーションシステム XYZ
  - CRASVIA (クラリオン)
  - Smoonavi (クラリオン)
  - Gollira (三洋電機)
  - carrozzeria (パイオニア)
  - AVN (富士通テン)
- 携帯電話
  - MUSIC PORTER X
  - SO905i
  - WX310K